# Лісовська Оксана Омелянівна
Оксана Лісовська — українська співачка, композиторка і журналістка, заслужена працівниця культури України.

## Життєпис
Оксана Лісовська народилася 22 січня 1973 року в місті Калуш Івано-Франківської області. Батьки — Омелян Лісовський та Галина Лісовська (Гончарук). Мати Оксани Лісовської походить із репресованої родини, деякі її родичі були членами ОУН-УПА. Син — Остап Українець.
Навчалася в калуських загальноосвітніх школах № 3 (1980—1987) та № 10 (1987—1988).
Закінчивши вісім років шкільного навчання, вступила до Івано-Франківського музичного училища імені Дениса Січинського у клас фортепіано. Окрім навчання за фахом, брала активну участь у фольклорному гурті «Калинова сопілка», яким керувала фольклористка-музикознавиця Олександра Мар'янівна Турянська, та драматичному гуртку, яким керувала Діана Іванівна Симчич. Чимало постановок гуртка ініціювала саме Оксана Лісовська.
Ще в часі навчання в училищі Оксана Лісовська пише пісні на слова Олеся Бердника, Лесі Українки та авторські. У 1994-му починає записувати до них музичний супровід та виносити свою пісенну творчість на широкий загал. Бере участь у популярних тоді конкурсах «Червона рута», «Перлини сезону» та інших, активно концертує. У той час записано аудіоальбом «Мелодії до».
Згодом Оксана Лісовська поступово відходить від концертної діяльности і лише долучається до телепроєктів як студійна співачка. Провадить низку різдвяних та новорічних програм на ОТБ «Галичина», виконує роль Ділової Пані в музичному фільмі «Казка гірських вітрів», спільно працює з гуртом «5-й Океан». Ще в часі активної концертної діяльности розпочинається співпраця з телеканалом «Галичина», де Оксана Лісовська спільно з Володимиром Кукурузою та під його керівництвом і режисурою втілює свій задум «народних пісень по-новому», який став проєктом «Репетиція майбутнього». Вдалося зняти тільки дві програми: «Колискова» та «Бо люблю».

## Культурна діяльність
З 2001 року Оксана Лісовська працює на телебаченні «Галичина», де послідовно втілює ряд музичних проєктів: «Поговоримо про музику», «Наш хіт», «Спробуй наживо», «Звуковий вимір», знімає кілька дитячих музичних телефільмів.
Паралельно з 2000 року вона адмініструє дитячу вокальну студію «Ліра», пише тексти і музику, які становлять основу репертуару студії. Серед випускниць студії: лідерка гурту «Torban» Марійка Михайлик, співачка Ілона Опікула, співачка Соломія Жекало, а також співачка, учасниця Дитячого пісенного конкурсу «Євробачення» та вокального талант-шоу «Голос. Діти», вокалістка гуртів «Різак» і «NORDFLØW» Христина Дутчак.
Сьогодні Лісовська продюсує підлітковий гурт народного співу «Ґаздиньки», який за останні роки став лавреатом численних пісенних премій. 2015 року Оксану Лісовську за її діяльність у галузі культури відзначили званням «Заслужений працівник культури України»